# Veronique Thouvenot
Veronique Thouvenot (Concepción, juliol de 1957) és una investigadora amb nacionalitat xilena i francesa que lidera la iniciativa Zero Mothers Die initiative que facilita mòbils i informació per evitar la mortalitat materna en països pobres. El 2019 va ser escollida com una de les 100 dones líders per la BBC. Viu a Ginebra, a Suïssa.
Filla de pares francesos, nascuda a Concepción, als tres anys i mig va arribar a Santiago de Xile per estudiar a Alianza Francesa, on els seus pares feien de professors, a prop d'un barri pobre on anava amb la seva mare a visitar amics. Des del 2008 viu a Europa, on ha esdevingut doctora en matemàtiques de la Universitat de Lió amb especialització en salut. Ha treballat a l'ONU per lluitar contra la pobresa.
El 2012 va començar a desenvolupar l'aplicació de telefonia Zero Mothers Die de la Fundació Millennia2025 per disminuir la mortalitat relacionada amb la maternitat a Etiòpia o el Congo i fins a vint països. El 2019 a la fundació que va fundar hi treballaven 484 experts de més de 65 països. Faciliten telèfons i informació de salut amb missatges de text. També dirigeix el Grup de Treball Internacional Dones i Salut de la Xarxa Global de dones de Telemedicina.